# Frete
Frete é o preço  que se paga pelo uso ou pela locação de embarcação ou qualquer outro meio de transporte (rodoviário, marítimo, ferroviário ou aéreo) pertencente a outro.
Esse preço depende do tipo de carga, do modo de transporte (caminhão, navio, trem, avião), do peso e do volume da carga e da distância a ser percorrida até o ponto de entrega da carga. 
Afretamento é um contrato mediante o qual o proprietário (fretador) de um meio de transporte, mediante um preço previamente estipulado (frete), compromete-se a cedê-lo, parcial ou totalmente, a outro (afretador) para o transporte de mercadorias ou de outros objetos e equipamentos.

## Principais modalidades de afretamento marítimo
As principais modalidades de contrato de afretamento marítimo são as seguintes:  
- Afretamento a Casco Nu (Bareboat Charter Party), na qual  o afretador tem a posse, o uso e o controle da embarcação, por tempo determinado, incluindo o direito de designar o comandante e a tripulação.
- Afretamento por tempo (Time Charter Party), em que o afretador recebe a embarcação (ou parte dela) armada e tripulada, para operá-la por tempo determinado.
- Afretamento por viagem (Voyage Charter Party), na qual o fretador se obriga a colocar o todo ou parte de uma embarcação, com tripulação, à disposição do afretador para efetuar transporte em uma ou mais viagens.

Nos contratos comerciais, o pagamento do frete pode ser de responsabilidade do vendedor  ou do comprador da mercadoria,  a depender do que for acordado entre as partes:
- CIF (Cost, Insurance and Freight; em português, "custo, seguro e frete"), quando o fornecedor (exportador) se responsabiliza pelo frete e seguro da mercadoria, e cabe a ele fornecer uma guia para que o comprador (importador) possa resgatar o produto perante o entregador. Este custo consta no orçamento do fornecedor.
- FOB (Free On Board), quando o fornecedor se responsabiliza (contratualmente) pela mercadoria até a hora em que ela é entregue, na data e hora, ao entregador escolhido pelo comprador. Este preço não faz parte do orçamento do fornecedor e deverá ser calculado pelo comprador de acordo com o serviço de frete que escolheu. Assim, o fornecedor (exportador) é responsável pela mercadoria até que esta transponha a amurada do navio, de onde será levada até o porto de destino. Ao transpor essa amurada,  todos os custos (seguro, frete) e responsabilidades são repassados ao comprador (importador).